# Kramfors bibliotek

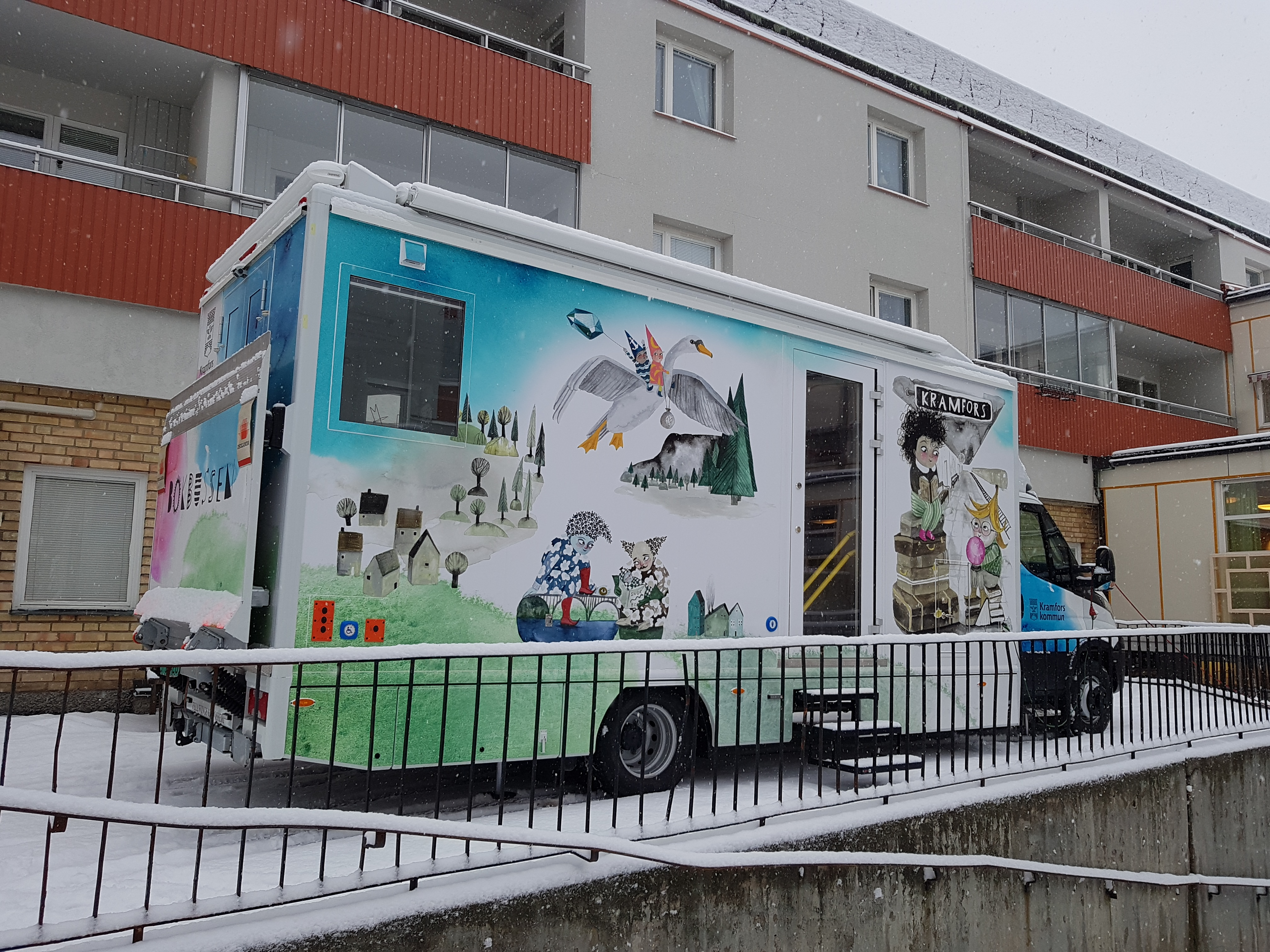
Bild på utsidan av Kramfors bokbuss.

Kramfors bibliotek är ett folkbibliotek i centrala Kramfors. Filial till huvudbiblioteket finns i Ullånger. Till biblioteksverksamheten hör också en bokbuss.

## Historia
Det första sockenbiblioteket i Kramfors kommun kom igång 1866 i Gudmundrå. Grunden till biblioteket lades 1859 när flera årgångar av Läsning för folket köptes in. År 1946 ägde kommunbiblioteket 5 008 band och utlämnade under året 17 450 lån. År 1956 började centralbiblioteket i Härnösand köra bokbussturer i hela Västernorrlands län.

## Referenslista
1. ↑  ”Kramfors kommun”. http://www.kramfors.se/se--gora/kultur-och-upplevelser/bibliotek.html. Läst 17 januari 2017.
2. ↑  Edin, Lena (1980). Biblioteksminnen i Kramfors
3. ↑  Josefsson, Isabella (2008). Från studiecirkelbibliotek till kommunbibliotek